# Episinus variacorneus
Espèce
Episinus variacorneus est une espèce d'araignées aranéomorphes de la famille des Theridiidae.

## Distribution
Cette espèce est endémique du Jiangxi en Chine,.

## Publication originale
- Chen, Peng & Zhao, 1992 : Two new species of theridiid spider from China (Araneae: Theridiidae). Journal of Hubei University (Natural Science), vol. 14, p. 270-274.